# Oskar Krupecki
Oskar Krupecki (ur. 6 lipca 1992 w Szczecinie) – polski pływak, uczestnik Letnich Igrzysk Olimpijskich 2012.
Reprezentuje klub MKP Szczecin. Największymi jego sukcesami są 1. miejsce na 50 metrów stylem motylkowym oraz 2. miejsce na 100 metrów również tym stylem na Mistrzostwach Polski w Olsztynie 2012.